# Lamine Fomba
Lamine Fomba (* 26. ledna 1998) je francouzský profesionální fotbalista, který hraje na pozici záložníka za klub AS Saint-Étienne.

## Osobní život
Lamine Fomba se narodil v Rosny-sous-Bois ve Francii. Má francouzské a malijské občanství.

## Klubová kariéra
Fomba podepsal svou první profesionální smlouvu s Auxerre 13. května 2016. Fomba debutoval v profesionálním fotbale 20. září 2016 při prohře 0:2 s AC Ajaccio v Ligue 2.
Dne 28. ledna 2023 podepsal Fomba smlouvu se Saint-Étienne do června 2025.

## Reprezentační kariéra
Fomba reprezentoval francouzskou fotbalovou reprezentaci do 17 let na Mistrovství světa ve fotbale hráčů do 17 let 2015, kde odehrál 2 zápasy.

## Statistiky

### Klubové
Platí k zápasu hranému 2. června 2024.
| Klub              | Sezóna            | Liga                   | Liga   | Liga | Národní pohár | Národní pohár | Ostatní | Ostatní | Celkově | Celkově |
| Klub              | Sezóna            | Soutěž                 | Zápasy | Góly | Zápasy        | Góly          | Zápasy  | Góly    | Zápasy  | Góly    |
| ----------------- | ----------------- | ---------------------- | ------ | ---- | ------------- | ------------- | ------- | ------- | ------- | ------- |
| Auxerre B         | 2014/15           | Championnat National 3 | 2      | 0    | —             | —             | —       | —       | 2       | 0       |
| Auxerre B         | 2015/16           | Championnat National 2 | 4      | 1    | —             | —             | —       | —       | 4       | 1       |
| Auxerre B         | 2016/17           | Championnat National 2 | 7      | 1    | —             | —             | —       | —       | 7       | 1       |
| Auxerre B         | 2017/18           | Championnat National 3 | 20     | 2    | —             | —             | —       | —       | 20      | 2       |
| Auxerre B         | 2018/19           | Championnat National 3 | 5      | 0    | —             | —             | —       | —       | 5       | 0       |
| Auxerre B         | Celkově           | Celkově                | 38     | 4    | —             | —             | —       | —       | 38      | 4       |
| Auxerre           | 2016/17           | Ligue 2                | 2      | 0    | 0             | 0             | 0       | 0       | 2       | 0       |
| Auxerre           | 2017/18           | Ligue 2                | 6      | 0    | 0             | 0             | 0       | 0       | 6       | 0       |
| Auxerre           | 2018/19           | Ligue 2                | 28     | 3    | 1             | 0             | 1       | 0       | 30      | 3       |
| Auxerre           | 2019/20           | Ligue 2                | 2      | 0    | 0             | 0             | 0       | 0       | 2       | 0       |
| Auxerre           | Celkově           | Celkově                | 38     | 3    | 1             | 0             | 1       | 0       | 40      | 3       |
| Nîmes             | 2019/20           | Ligue 1                | 20     | 0    | 1             | 0             | 0       | 0       | 21      | 0       |
| Nîmes             | 2020/21           | Ligue 1                | 32     | 1    | 1             | 0             | —       | —       | 33      | 1       |
| Nîmes             | 2021/22           | Ligue 2                | 34     | 2    | 2             | 0             | —       | —       | 36      | 2       |
| Nîmes             | 2022/23           | Ligue 2                | 18     | 1    | 2             | 0             | —       | —       | 20      | 1       |
| Nîmes             | Celkově           | Celkově                | 104    | 4    | 6             | 0             | —       | —       | 110     | 4       |
| Saint-Étienne     | 2022/23           | Ligue 2                | 16     | 0    | 0             | 0             | —       | —       | 16      | 0       |
| Saint-Étienne     | 2023/24           | Ligue 2                | 28     | 0    | 2             | 0             | 2       | 0       | 32      | 0       |
| Saint-Étienne     | Celkově           | Celkově                | 44     | 0    | 2             | 0             | 2       | 0       | 48      | 0       |
| Celkově v kariéře | Celkově v kariéře | Celkově v kariéře      | 224    | 11   | 9             | 0             | 3       | 0       | 236     | 11      |